# Krista Mikkonen
Krista Johanna Mikkonen (Hamina, 15 novembre 1972) è una politica finlandese, membro della Lega Verde, ministra dell'interno dal 2021 al 2023 e parlamentare dal 2015. Precedentemente è stata anche ministra dell'ambiente e del cambiamento climatico dal 2019 al 2021.

## Biografia
Nata a Hamina, si laurea in filosofia presso l'Università della Finlandia orientale situata a Joensuu, città nella quale attualmente vive.

### Carriera
Candidata con la Lega Verde alle elezioni del 2015 per il collegio di Savo-Carelia, risulta eletta con 4 624 voti. In parlamento diventa, dal 2016 al 2019, presidente del gruppo parlamentare della Lega Verde.
Nel 2019, con le nuove elezioni, viene riconfermata membro dell'Eduskunta con 6 204 voti. Nello stesso anno viene nominata dal primo ministro Antti Rinne ministra dell'ambiente e del cambiamento climatico, incarico che ricopre anche nel governo successivo guidato da Sanna Marin fino al novembre 2021. In tale data diviene ministra dell'interno, sostituendo la predecessora Maria Ohisalo.
Alle elezioni parlamentari del 2023 viene confermata nuovamente parlamentare. Finisce il suo mandato da ministra il 20 giugno 2023, in occasione dell'ascesa del governo guidato da Petteri Orpo, venendo quindi sostituita dalla politica Mari Rantanen.